# Eustala uncicurva
Eustala uncicurva là một loài nhện trong họ Araneidae.
Loài này thuộc chi Eustala. Eustala uncicurva được Pelegrin Franganillo-Balboa miêu tả năm 1936.